# 2013 في روسيا
فيما يلي قوائم الأحداث التي وقعت خلال عام 2013 في روسيا.

## أحداث
- 17 نوفمبر – الخطوط الجوية التتارستانية رحلة 363
- 5 سبتمبر – قمة مجموعة العشرين عام 2013
- 8 سبتمبر – انتخابات عمدة موسكو

## رياضة
- 18 أغسطس – بطولة العالم لألعاب القوى 2013

## أفلام
من الأفلام التي صدرت هذه السنة في روسيا:
- 28 فبراير – طريق الشيطان من إخراج ريني هارلن.
- 28 سبتمبر – ستالينغراد من إخراج فيودور بوندارتشوك.

## برامج ومسلسلات وأنمي
- 1 ضد 100

## وفيات

### يناير
- 1 يناير – فيكتور بوريسوف (مواليد 1937) رياضياتي روسي.
- 19 يناير – تايهو كوكي (مواليد 1940) مصارع سومو ياباني.[1]
- 21 يناير – آنا ليتفينوفا (مواليد 1983)
- 24 يناير – حسين غاكاييف (مواليد 1970)[2]

### مارس
- 23 مارس – بوريس بيريزوفسكي (مواليد 1946) رياضياتي روسي.[3]

### أبريل
- 28 أبريل – سلافا شابلن (مواليد 1932)

### يوليو
- 21 يوليو – هاينز ماير (مواليد 1930) ممثل ألماني.[4]

### سبتمبر
- 2 سبتمبر – بوريس سوكولوف (مواليد 1914)[5]
- 7 سبتمبر – دوكو عمروف (مواليد 1964)[6]

### أكتوبر
- 3 أكتوبر – سيرغي بيلوف (مواليد 1944)[7]
- 13 أكتوبر – أولغا أروسيفا (مواليد 1925)

### نوفمبر
- 29 نوفمبر – ناتاليا غوربانيفسكايا (مواليد 1936)[8]
- 30 نوفمبر – يوري ياكوفليف (مواليد 1928)[9]

### ديسمبر
- 9 ديسمبر – نينا دياكونوفا (مواليد 1915)
- 23 ديسمبر – ميخائيل كلاشنيكوف (مواليد 1919)[10]